# Diores sequax
Diores sequax es una especie de araña del género Diores, familia Zodariidae. Fue descrita científicamente por Jocqué en 1990.
Habita en Sudáfrica.